# Прасолов Ігор Миколайович
І́гор Микола́йович Прасо́лов (нар. 4 лютого 1962, с. Піщаний, Мурманська область (РРФСР, СРСР) — український менеджер та економіст, міністр економічного розвитку і торгівлі України (з 24 грудня 2012 до 27 лютого 2014 року).

## Життєпис
Народився 4 лютого 1962 в с. Піщаний Мурманської області (Росія).
Трудову діяльність розпочав у 1979 електрослюсарем цеху теплової автоматики і вимірювань Новочеркаської ГРЕС.
У 1980—1982 проходив дійсну військову службу в Збройних силах СРСР.
У 1982—1987 навчався на економічному факультеті Ростовського державного університету ім. М. А. Суслова за спеціальністю «Політична економія». Закінчив університет з відзнакою.
У 1987—1990 — асистент кафедри політекономії Донецького державного університету.
У 1993—2000 — генеральний директор ЗАТ "Інвестиційна компанія «Керамет Інвест»
У 2000—2005 — генеральний директор холдингової компанії ЗАТ «Систем кепітал менеджмент»
У травні 2006 обраний народним депутатом України 5-го скликання від Партії регіонів. Член комітету ВРУ з питань бюджету.
З 23 листопада 2007 — народний депутат України 6-го скликання від Партії регіонів (№ 43 у виборчому списку). Член комітету ВРУ з питань фінансів і банківської діяльності — голова підкомітету з питань цінних паперів і фондового ринку.
З січня 2007 по лютий 2010 — заступник голови Ради Національного Банку України.
З квітня 2012 — голова Ради НБУ.
28 листопада 2012 обраний народним депутатом України VII скликання.
24 грудня 2012 призначений міністром економічного розвитку і торгівлі України.
З 2016 по 2018 очолював групу «Азовмаш»

## Державні нагороди
- Орден «За заслуги» III ст. (20 серпня 2010) — за значний особистий внесок у соціально-економічний, науково-технічний і культурний розвиток Української держави, вагомі трудові досягнення, багаторічну сумлінну працю та з нагоди 19-ї річниці незалежності[4]